# ジェイコブ・グリーブス
ジェイコブ・ジョン・グリーブス（Jacob John Greaves, 2000年9月12日 - ）は、イングランド・コッティンガム出身のプロサッカー選手。ポジションはディフェンダー。イプスウィッチ・タウンFC所属。父はハル・シティなどでプレーしたマーク・グリーブス。

## 経歴
ハル・シティの下部組織出身。
2019年8月8日、ハル・シティと3年の契約延長を結び、チェルトナム・タウンへ半シーズンのレンタル移籍。
2020年1月8日には移籍期間をシーズン終了まで延長した。
2020年9月8日のEFLカップ戦にてトップチームデビューを果たした。
2023-24シーズンはリーグベストイレブン、クラブ最優秀選手賞を受賞した。
2024年7月12日、イプスウィッチ・タウンに5年契約で移籍した。
8月17日、リヴァプールとのリーグ開幕戦にてクラブデビューを果たした。

## タイトル

### クラブ
ハル・シティ
- EFLリーグ1：2020-21

### 個人
- ハル・シティ 年間最優秀若手賞：2020-21, 2021-22, 2022-23
- ハル・シティ 年間最優秀選手賞：2023-24
- EFLチャンピオンシップ シーズンベストイレブン：2023-24